# Taegeuk
Taegeuk (coreeană (Hangul): 태극; Hanja: 太極, pronunțare: [tʰɛgɯk̚]) este un simbol sau o diagramă coreeană, aflat în centrul steagului național al Coreei de Sud, care își ia denumirea după el - Taegeukgi. Taegeuk a fost preluat din chineză, de la ideograma  太極 (taiji), și este tradus ca „Marea Polaritate” sau „Marele Fundament”. Simbolul este legat de  tradiția filosofiei daoiste și a șamanismului coreean și e cunoscut și ca simbol Yin-Yang („eumyangohaeng”)
El este caracterizat de un cerc împărțit în două suprafețe colorate în formă de virgulă sau lobi (pa): una roșie Yang în partea superioară, simbolizând elementul masculin, lumina, cerul, forțele active, și alta albastră Yin, dedesubtul ei, reprezentând elementul feminin, întunericul, pământul, forțele reactive. Cercul compus din ele exprimă mișcarea infinită. Cele două principii sunt Marea Polaritate sau Marele Fundament, legea cauzei și efectului, în ele lucrurile încep și se sfârșesc. Ele sunt cele două forțe ale universului, fiind, între altele, și sursele vieții omenești.

Simbolul chinez Taiji Tu sau Yin-Yang

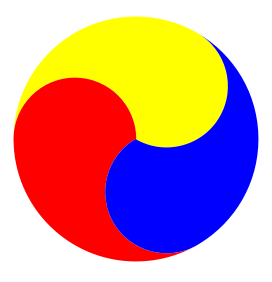
Simbolul Sam Taegeuk

Stema Coreei de Sud (1963)

## Simbolul Taegeuk în Coreea
Simbolul grafic, cunoscut în antichitatea romană și celtică, a fost identificat în cultura coreeană prin secolul al VII-lea. În Koreea el este întâlnit prima dată pe obiecte de lemn din morminte Bogam-ri (Baekje) din Naju (provincia Jeolla de sud). De asemenea el apare încrustat în piatră în Templul Gameunsa, care a fost zidit la Gyeongju (provincia Gyeongsang de nord)  în anul 628 în timpul regelui Jinpyeong din Silla. Urme de Taeguek s-au găsit și în morminte din Goguryeo și din Silla.
Taegeuk era folosit la izgonirea duhurilor rele. În timpul dinastiilor Goryeo și Joseon a fost utilizat în daoismul ajuns în Coreea, exprimând speranța de armonie între principiile Yin și Yang de care depinde, între altele, o viață fericită.

## Taiji
Numele „Taegeuk” provine din chinezescul „Taiji”, simbolul devenind cunoscut sub acest nume mai întâi în China, prin cartea „Taijitushe” (O explicare a simbolului Taiji) a învățatului Zhou Dun-yi (1017-1073) din timpul Dinastiei Song .
Simbolul a ajuns să decoreze porțile caselor și templelor, ale unor morminte și sanctuare regale, ale școlilor și academiilor confucianiste,
porțile cu zăbrele ale sălilor de lectură budiste, să împodobească manuscrisele.

### Uzul modern

#### Drapel național și stemă națională
Simbolul Taegeuk a fost inclus începând din anul 1882 în drapelul național - Taegeukgi - al regatului Coreei, apoi între 1897-1910 al Imperiului Coreean de scurtă existență, iar apoi al guvernului provizoriu coreean în exil. După 1945 acest drapel a fost utilizat din nou pe teritoriul Coreei, din 1948 devenind steagul național al Coreei de Sud (Republica Coreea).Steagul Taegeukgi cuprinde în afara diagramei Taegeuk in albastru si rosu, un fundal alb si patru trigrame de culoare neagră, care și ele sunt expresii ale mișcării permanente și a armoniei principiilor Yin și Yang.
Trigrama „geon” (☰) reprezintă cerul, primavara, estul si dreptatea. Trigrama „gon” simbolizează pământul, vara, vestul și vitalitatea.  Trigrama  „gam” (☵) reprezintă luna, iarna, nordul și înțelepciunea. Trigrama „ri” reprezintă soarele, toamna, sudul și rodnicia. Cele patru trigrame se mișcă într-un etern ciclu dinspre „geon” spre „ri”, spre „gon” și spre „gam”, iar iarăși spre geon, în aspirația către perfecțiune.
În anul 1963 Coreea de Sud a adoptat ca stema națională simbolul Taegeuk, înconjurat de cinci petale stilizate.
Vezi:
- Drapelul Coreei de Sud

#### Jocurile Paralimpice
La  Jocurilor Paralimpice de la Seul din 1988 și apoi până în 1994 a fost folosit un logo paralimpic conținând cinci diagrame asemănătoare cu loburi de Taegeuk („pa” 巴) aranjate în mod similar cu cercurile olimpice. Logo-ul oficial adoptat de Comitetul Paralimpic Internațional între 1994-2004 a inclus trei loburi „pa” colorate în genul celor din Taegeuk. Acest logo a fost înlocuit apoi cu semne de tip Agitos.

### Taegeuk tricolor
Sam Saeg Taegeuk sau Sam taegeuk (hangul: 삼색의태극 ; hanja: 三色太極) sau Taegeuk tricolor, este o variantă a Taegeuk cunoscută din vechime.
În loc de cele două jumătăți ale cercului în forma de virgulă sau lob, de culoare albastră și roșie, reprezentând respectiv pământul și cerul, diagrama aceasta conține trei lobi - lobul („pa”) al treilea, de culoare galbenă, reprezentând omenirea.
Acest simbol a fost utilizat in logo-ul oficial al Jocurilor Olimpice de Vară de la Seul din 1988, însoțind cele cinci cercuri olimpice.
Simbolul Sam taegeuk a devenit popular în decorarea unor evantaie.

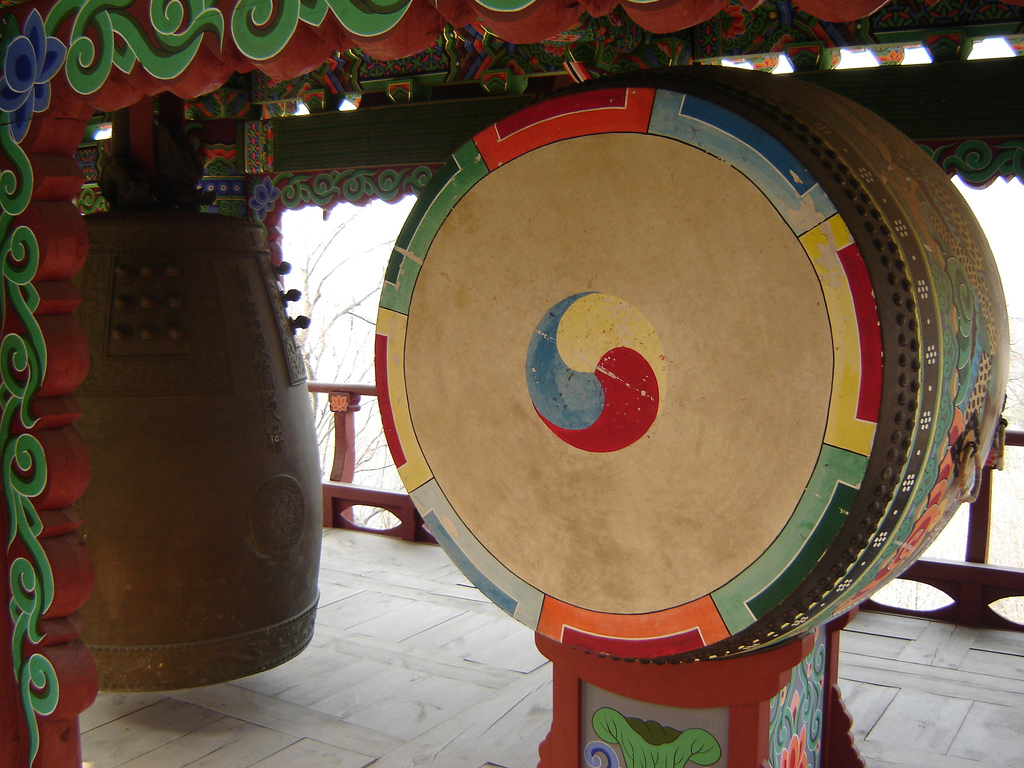
Sam taegeuk pe o tobă (Buk) la Templul Seongbulsa din Cheonan
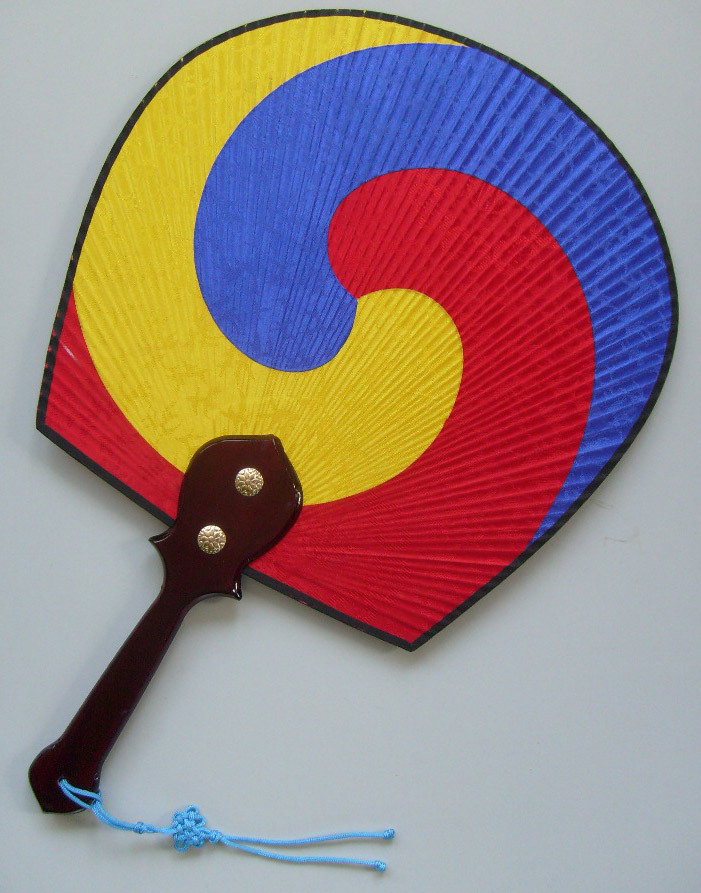
Evantai cu diagramă de tip Sam Saeg-ui Taegeuk
Primul logo paralimpic (1988–1994) folosind cinci "pa".
Al doilea logo paralimpic (1994–2004) folosind trei "pa".